# La Commare Secca
La Commare Secca ist ein poetisches und formal originelles Gesellschaftsdrama und der Erstlingsfilm des italienischen Filmregisseurs Bernardo Bertolucci, der ihn 1962 mit nur 21 Jahren inszenierte. Die Handlung fußt auf einer Erzählung von Pier Paolo Pasolini.

## Handlung
An der Böschung des Tiber wird eine Prostituierte ermordet aufgefunden. Ein Kommissar befragt nacheinander mehrere Männer, die in der Nähe des Tatorts im Parco Paolino gewesen waren. Sie erzählen vom Tag bevor das Verbrechen geschah und damit von ihrem Leben. Ein Taschendieb hat es auf Liebespaare im Gehölz abgesehen und wird von einem Opfer erwischt; ein Geldeintreiber streitet sich mit der Frau, die ihn aushält; ein Soldat aus dem Süden auf Diensturlaub bestaunt die große Stadt und die Frauen; zwei Jugendliche spazieren mit Mädchen, bestehlen einen Homosexuellen im Park und als die Polizei sie befragen will, ertrinkt einer auf der Flucht im Tiber; ein Mann mit Holzschuhen erweist sich schließlich als der gesuchte Mörder.

## Bedeutung
Der Originaltitel La commare secca, bezeichnet im römischen Dialekt den Tod. Vereinzelt wird als deutscher Titel „Die dürre Gevatterin“ erwähnt.
Die Kriminalhandlung ist von geringem Interesse, sie dient, ähnlich der Erzählstruktur in Rashomon, nur als Klammer für die Einzelgeschichten der Zeugen; Bertolucci gab an, Rashomon damals nicht gekannt zu haben. Vielmehr entwirft Bertolucci anhand der nur lose miteinander verbundenen Personen ein Bild der armen Schichten am Rande Roms; Strauchdiebe und Stricher, Zuhälter und Dirnen, aber auch arglose Besucher bevölkern den Topos. Dieser ist jedoch eigentlich nicht Bertoluccis Welt. Sie entstammt vielmehr der Biografie und den Geschichten von Pier Paolo Pasolini, der die Erzählung einige Jahre zuvor niedergeschrieben hatte. Der Produzent Antonio Cervi kaufte die Filmrechte in der Hoffnung, dass Pasolini auch die Regie übernimmt. Als dieser 1961 mit Accattone enormen Erfolg erzielte, zog er Mamma Roma als nächstes Projekt vor. Bertolucci und Pasolini kannten sich über Bertoluccis Vater Attilio, der wie zunächst auch Pasolini Dichter war. Der junge Bertolucci assistierte Pasolini bei dessen Erstling Accatone und lernte dabei das filmische Handwerk, zusammen mit Mentor Pasolini, von Grund auf. Auf Vorschlag Pasolinis beauftragte Cervi Bertolucci, das Drehbuch zu verfassen, und stellte ihm Sergio Citti zur Seite, einen Mitarbeiter Pasolinis und Kenner Roms und des dortigen Dialektes, um Treue zu Pasolinis Vorlage zu gewährleisten. Mit dem Resultat zufrieden, übertrug Cervi dem völlig überwältigten Bertolucci die Regie. Bertolucci war mit 21 Jahren der Jüngste im Filmteam und musste sich die Anerkennung der erfahrenen Kollegen erst erwerben. „Wenn ich an den ersten Drehtag zurückdenke, läuft es mir kalt den Rücken runter. Als mich der Kameramann zeremonisch fragte, wo er die Kamera aufzustellen habe, durchlebte ich einen der angstvollsten Momente in meinem Leben. Nachdem mich der Fluss der Dinge eingenommen hatte, war es wie Schlafwandeln und ich ließ mich vom Film davontragen.“
Vordergründig ist der Stil von La commare secca dem Neorealismus ähnlich, da hier Laiendarsteller im unteren sozialen Milieu agieren. Doch Bertolucci geht nicht den Ursachen nach, die das Leben der Figuren prägen; er hinterfragt auch nicht weiter ihr Tun. Wenn der Kommissar bei den Zeugen nachhakt, fragt er nicht nach der Moral, sondern nach Fakten. Er ist nur als Stimme wahrnehmbar; auf Bilder von ihm hat Bertolucci verzichtet, um den Realismus sowie das Gewicht des Kriminalgenres zurückzudrängen. Auch die eingesetzte Musik enthebt die Figuren aus dem Realismus, jede von ihnen wird mit einem anderen Musikstil vertont, so etwa der Zuhälter mit einem flotten Tango.
Da die Handlung nicht die seine war, versuchte er dem Werk seine persönlichen Stempel auf der formalen Ebene aufzuprägen. „Die (Hand-)Kamera schleicht lustvoll mit: eine lange Einstellung unter der Mauer hindurch, auf dem Boden durchs Gebüsch.“ An den zahlreichen Kamerafahrten fand der sehr statisch filmende Pasolini denn auch wenig Gefallen. (Dass der Mörder aus dem Friaul kommt, wurde schon als Spitze gegen Pasolini interpretiert, der aus derselben Gegend stammt.)
Das Thema, das Bertolucci interessierte und dem er nachging, war das Vergehen von Zeit, das Ablaufen eines Tages, also „der Tod bei der Arbeit“. Die Wendung geht auf eine Aussage von Jean Cocteau zurück. Die Wahl eines derart poetischen Themas kommt auch daher, dass Bertolucci, durch den dichtenden Vater geprägt, schon als Jugendlicher selbst Gedichte verfasst hatte. Das Medium Film sieht er ohnehin dem Gedicht näher als dem Roman, weil es von der Idee zum Gedicht und von der Idee zum Film keine dazwischenliegende Vermittlung gäbe. Auch die Kritik wählte für diesen Film die Begriffe Gedicht und Elegie.

## Aufnahme bei Kritik und Publikum
La Commare Secca wurde am Filmfestival Venedig 1962 vorgestellt und ging bei der Preisvergabe leer aus. Während der Jungfilmer von einigen Kritikern Zuspruch erhielt, haben ihm besonders die italienischen die Ähnlichkeit mit Pasolinis Film zum Vorwurf gemacht. Bertolucci führte das vor allem darauf zurück, dass er wenige Tage vor dem Festival mit einem Gedichtband einen bedeutenden Literaturpreis des Landes, den Viareggio-Preis in der Kategorie „bestes Erstlingswerk“, gewonnen hatte und dass dies vielen Leuten zu viel des Guten gewesen sei. Erst einige Jahre später, nach Bertoluccis großen Filmerfolgen, wurde das Erstlingswerk wohlwollend wiederentdeckt. Reclams Filmlexikon meint: „Bertolucci hat mit erstaunlicher Virtuosität Gefühle und Empfindungen entwickelt.“